# Omar Truman Burleson

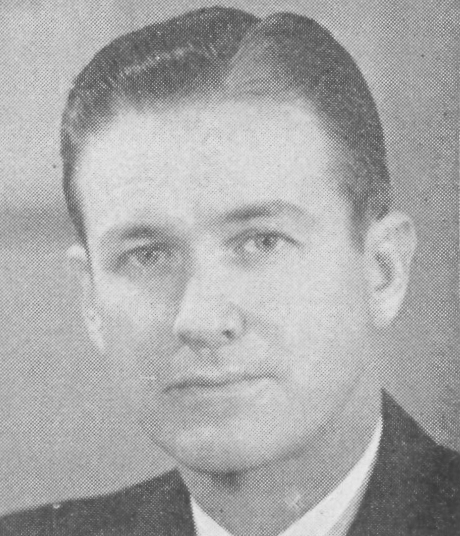
Omar Truman Burleson

Omar Truman Burleson (* 19. März 1906 in Anson, Texas; † 14. Mai 1991 in Abilene, Texas) war ein US-amerikanischer Politiker. Er vertrat den Bundesstaat Texas als Abgeordneter im US-Repräsentantenhaus.

## Werdegang
Omar Burleson besuchte die öffentliche Schule, das Abilene Christian College und die Hardin-Simmons University in Abilene. Danach graduierte er 1929 an der Cumberland University in Lebanon, Tennessee. Seine Zulassung als Anwalt bekam er im selben Jahr und eröffnete dann eine Praxis in Gorman.
Burleson fungierte als Bezirksstaatsanwalt des Jones County zwischen 1931 und 1934. Danach war er Richter dieses Countys von 1934 bis 1940. Anschließend arbeitete er als Sonderbevollmächtigter des Federal Bureau of Investigation in den Jahren 1940 und 1941. Des Weiteren war er Sekretär des texanischen Abgeordneten Sam Russell zwischen 1941 und 1942. Ferner war er 1942 Chefsyndikus der Housing Authority des District of Columbia. Während des Zweiten Weltkrieges diente er vom Dezember 1942 bis zum April 1946 in der United States Navy im Südpazifik.

## Politik
Nach dem Krieg wurde er als Demokrat in den 80. und die 15 nachfolgenden Kongresse gewählt. Seine Amtszeit dauerte vom 3. Januar 1947 bis zu seinem Rücktritt am 31. Dezember 1978. Er entschloss sich, nicht mehr für den 96. Kongress zu kandidieren.
In seiner Amtszeit im Kongress war er Vorsitzender des Committee on House Administration (84. bis 90. Kongress), des Joint Committee on the Library (84. bis 90. Kongress) und des Joint Committee on Printing (84. Kongress). Des Weiteren weigerte er sich 1956, das Southern Manifesto zu unterzeichnen, das sich gegen die Rassenintegration an öffentlichen Einrichtungen aussprach.